# Ammophilinae
Ammophilinae  (лат.) — подсемейство узкотелых стройных роющих ос (Sphecidae). Около 300 видов. Встречаются во всех зоогеографических регионах.

## Описание
Длина тела обычно около 2—3 см (Parapsammophila — до 5 см). Стройные тонкотелые осы с прозрачными перепончатыми крыльями. Самка с псаммофором. Тазики средних ног сближенные. Первый тергит первого сегмента брюшка очень длинный, сжат с боков. Основная окраска тела чёрная, брюшко (и ноги частично) красно-рыжее в основании. Отличаются от других сфецид усиковыми ямками, которые находятся вблизи середины лица; первый членик жгутика усика короче второго; вторая возвратная жилка впадает во вторую субмаргинальную ячейку.
Охотятся на гусениц бабочек и других насекомых (Eremochares — на саранчовых), которых парализуют, после чего переносят в гнездо, где кормят ими своих личинок. Гнездятся в почве. Взрослые осы питаются на цветах растений.

## Систематика
В подсемейство Ammophilinae включают одну трибу Ammophilini и 6 родов (около 300 видов)
- Триба Ammophilini André, 1886
  - Ammophila Kirby, 1798
  - Eremnophila Menke, 1964
  - Eremochares Gribodo, 1883
  - Hoplammophila Beaumont, 1960
  - Parapsammophila Taschenberg, 1869
  - Podalonia Fernald, 1927